# Antoni Bryliński
Antoni Bryliński (ur. 1844 w Poznaniu  – zm. 10 sierpnia 1912 tamże) – kupiec, uczestnik powstania styczniowego.

## Życiorys
Należał do szlachty zaściankowej. Był uczniem gimnazjum Marii Magdaleny w Poznaniu. Z ław gimnazjum poszedł do powstania. Był w obozie pod dowództwem Younga de Blankenheim. W bitwie zwycięskiej pod Nową Wsią został ciężko ranny w rękę. Po kilkumiesięcznym okresie leczenia druga próba do przedostania się do Królestwa nie powiodła się. Po upadku powstania karnie niedopuszczono go do matury. Poświęcił się wtedy pracy na roli, a następnie podjął pracę w fabryce Cegielskiego w Poznaniu. Po 25 latach pracy sam założył własne przedsiębiorstwo handlu maszynami rolniczymi przy ul. Rycerskiej (obecnie Ratajczaka).
Zmarł w 1912 r. w Poznaniu i został pochowany na cmentarzu Zasłużonych Wielkopolan - (kwatera VI). Jedyna córka Zofia była żoną Wiktora Hahna.